# Muscle intercostal interne
Les muscles intercostaux internes (ou intercostaux moyens) sont des muscles pairs du thorax situés entre les côtes. 

## Description
Les muscles intercostaux internes sont onze muscles  fins et plats qui forment la couche moyenne des muscles intercostaux entre les muscles intercostaux externes et les muscles intercostaux intimes.

## Origine
Les muscles intercostaux internes naissent en dedans des muscles intercostaux externes sur le versant externe du sillon costal.

## Trajet
Les fibres musculaires sont obliques en bas et en arrière dans une direction opposée à celles des muscles intercostaux externes.
Elles débutent à l'avant au niveau du sternum pour les côtes sternales, dans les espaces intercostaux entre les cartilages des fausses côtes, et aux extrémités antérieures des cartilages des côtes flottantes et se terminent à l'arrière au niveau des angles costaux. A ce niveau, elles se poursuivent vers l'arrière par les membranes intercostales internes jusqu'à la colonne vertébrale.
Les muscles intercostaux internes sont séparés des muscles intercostaux intimes par une lame celluleuse répondant au sillon costal et contenant le paquet vasculo-nerveux intercostal. 

## Insertion
Chaque muscle intercostal interne se termine sur le bord supérieur de la côte sous-jacente.

## Fonction
Ce sont des muscles d'expiration. En expirant, les parties interosseuses des muscles intercostaux internes (la partie du muscle située entre la partie osseuse des côtes supérieures et inférieures), dépriment et rétractent les côtes, comprimant la cavité thoracique et expulsant l'air. Les intercostaux internes, cependant, ne sont utilisés que dans l'expiration forcée telle que la toux ou pendant l'exercice et non dans la respiration détendue.  Les muscles intercostaux externes, et la partie intercartilagineuse des muscles intercostaux internes, (la partie du muscle qui se trouve entre la partie cartilagineuse des côtes supérieures et inférieures), sont utilisées pour l'inspiration, en aidant à élever les côtes et en élargissant la cavité thoracique.
Du point de vue des physiologiste, la partie de ces muscles située à proximité du sternum interviendrait dans l'inspiration et ils considèrent cette partie comme un muscle indépendant : le muscle intercostal parasternal.

## Galerie

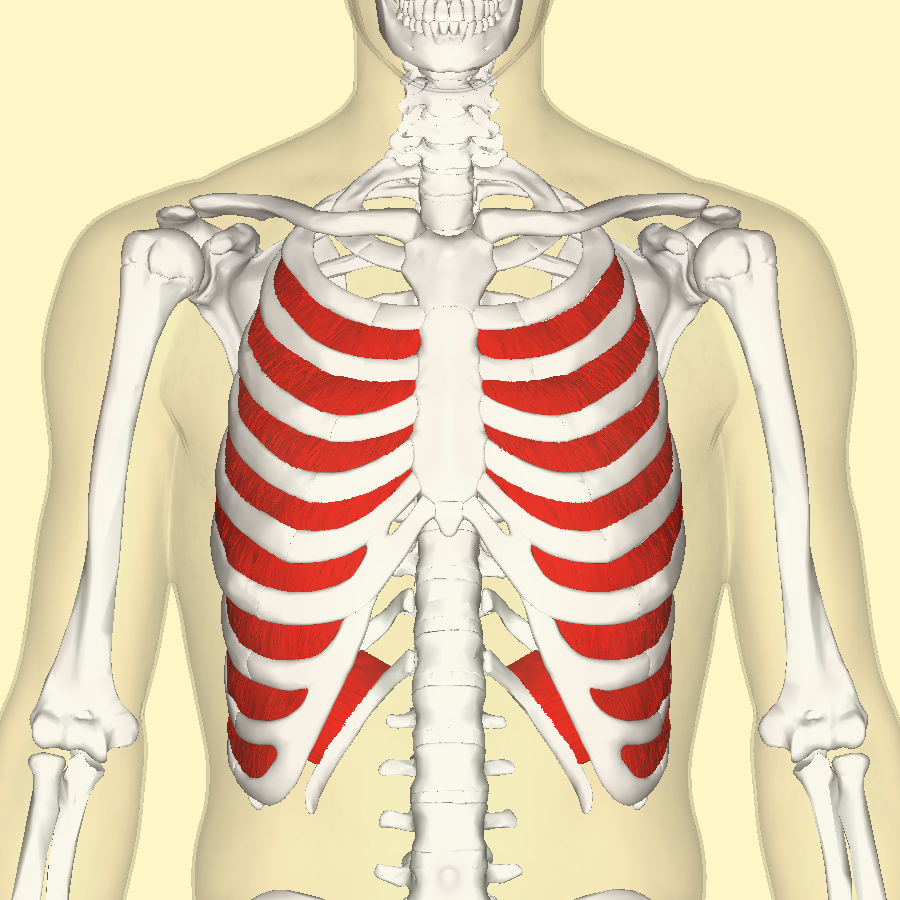
Vue de face
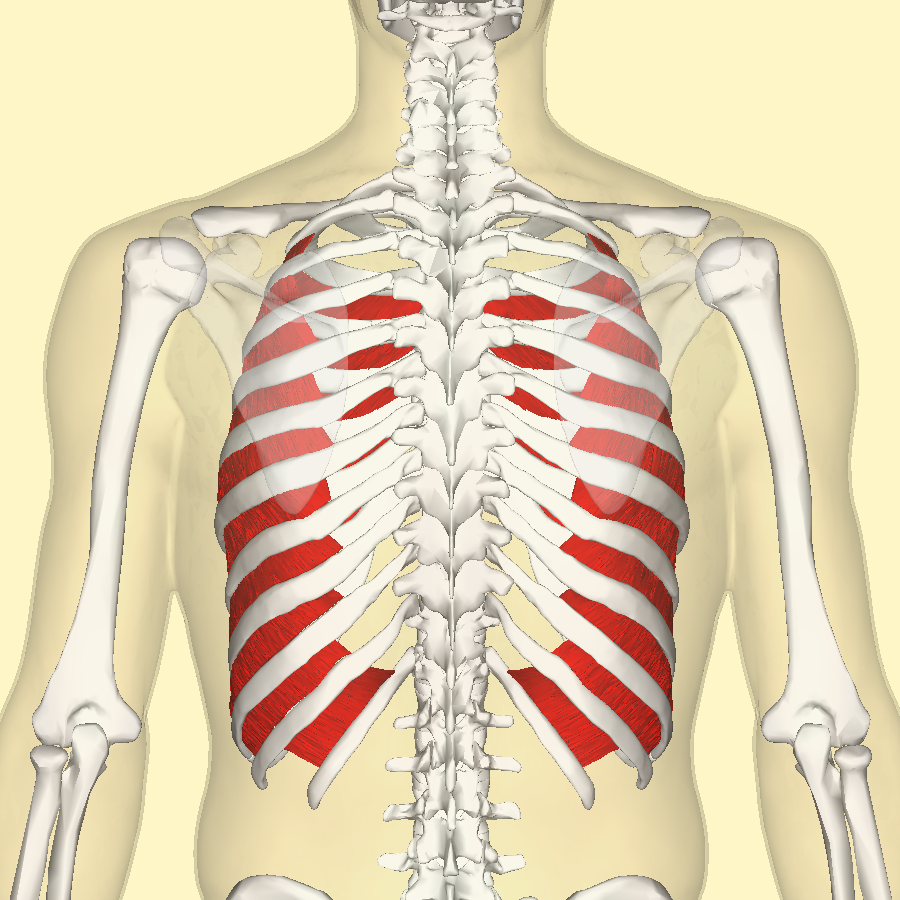
Vue postérieure
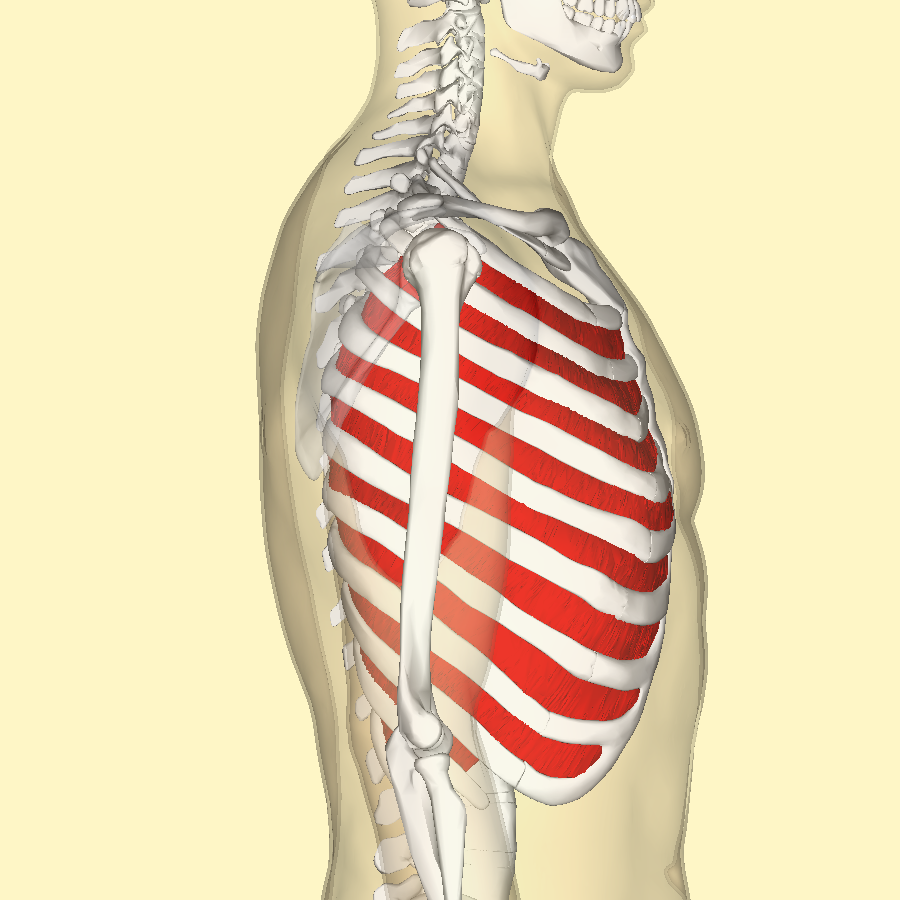
Vue latérale